# Damnatio memoriae

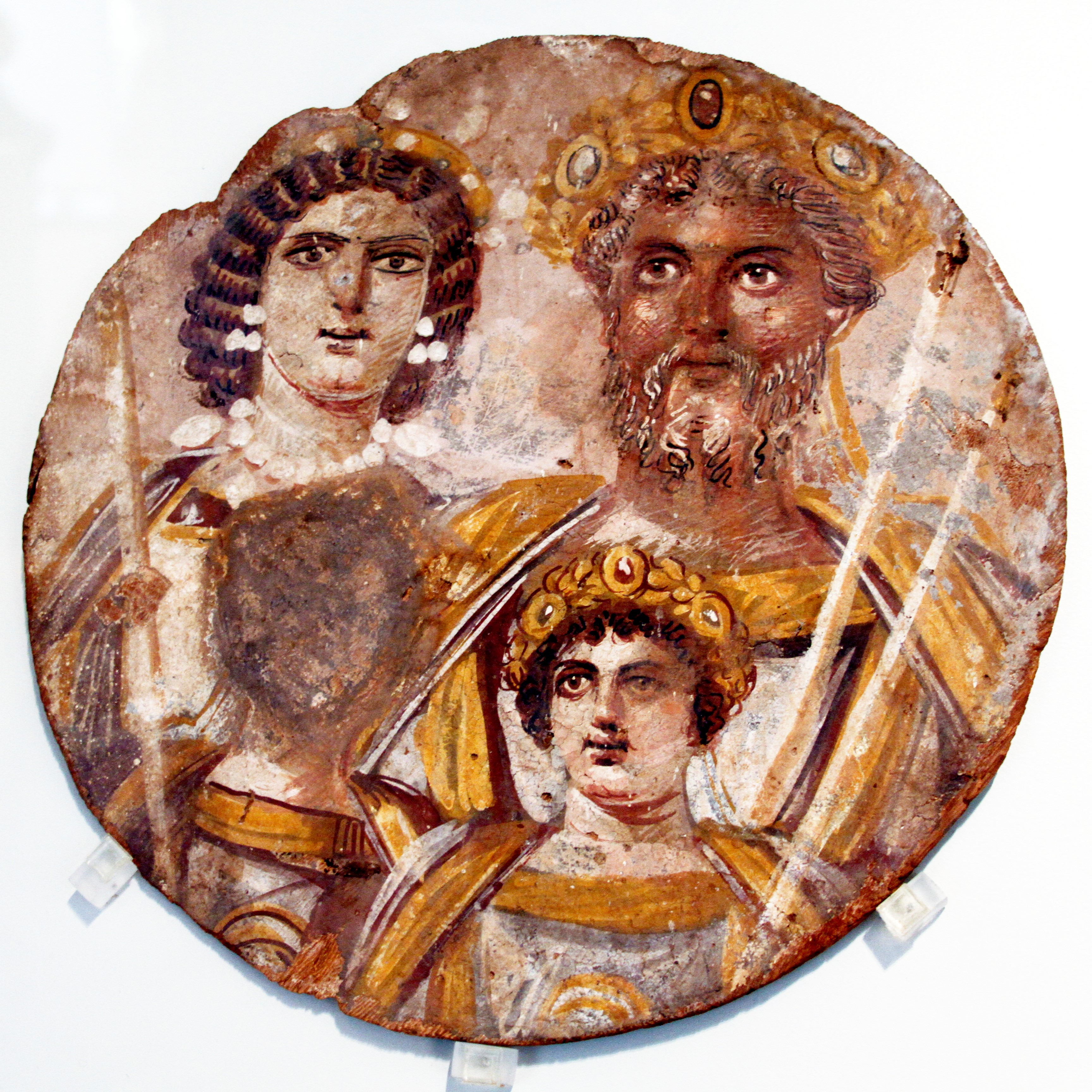
Severan Tondo, circa 199 d.Hr. tondo al familiei Severan, cu portrete ale lui Septimius Severus, Julia Domna și fiii lor Caracalla și Geta. Fața unuia dintre fiii lui Severus și ai Iuliei a fost ștearsă; ar putea fi a lui Geta, ca urmare a damnatio memoriae ordonată de fratele său Caracalla după moartea lui Geta.

Damnatio memoriae este o expresie latină modernă înseamnând „condamnare a memoriei”, care indică excluderea unei persoane din considerațiile oficiale. Există multe modalități de damnatio memoriae, inclusiv distrugerea reprezentărilor, eliminarea numelor din inscripții și documente și chiar rescrieri la scară largă ale istoriei. Termenul poate fi aplicat și altor cazuri de cenzură; practica este consemnată încă din vremurile după domnia faraonilor egipteni Akhenaton în secolul al XIII-lea î.Hr. și Hatshepsut în secolul al XIV-lea î.Hr.

## Etimologie
Expresia damnatio memoriae este din latina dar termenul nu a fost folosit de vechii romani și a apărut pentru prima dată într-o disertație scrisă în Germania în 1689.

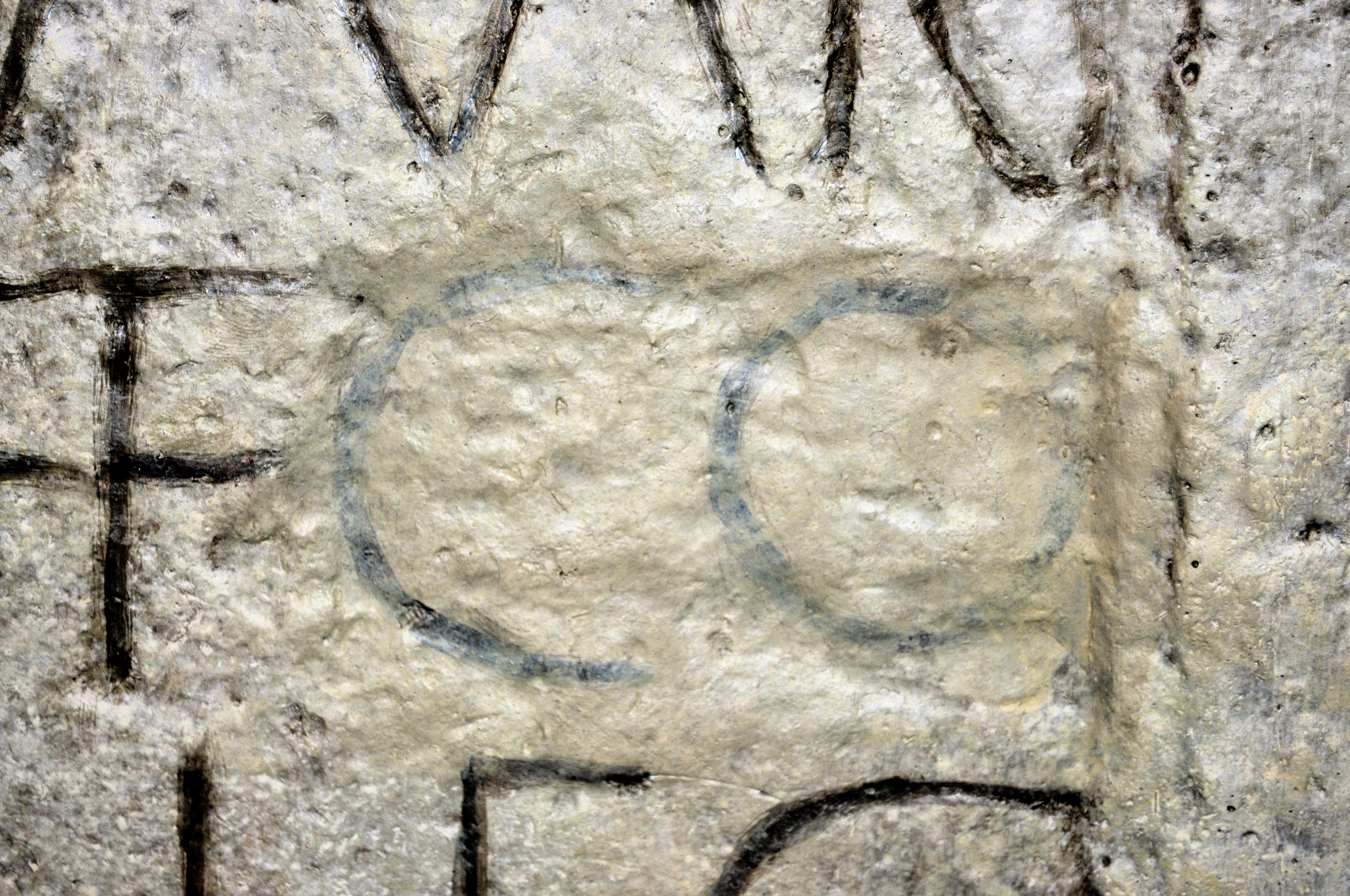
Damnatio memoriae a lui " Commodus " pe o inscripție din Muzeul de Istorie Romană Osterburken. Abrevierea „CO” a fost restaurată ulterior cu vopsea.

## Era antică

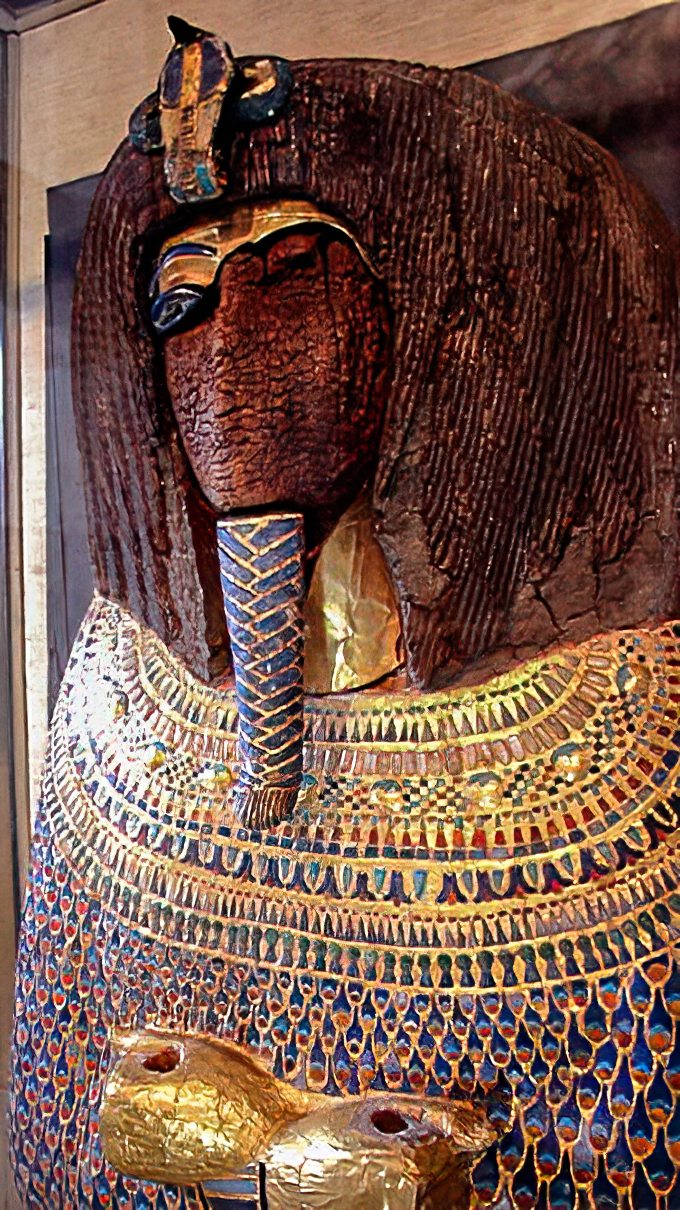
Sicriul despre care se crede că aparține lui Akhenaton, găsit în Mormântul KV55. Observați obliterarea tipică a feței.

Cele mai cunoscute si păstrate până astăzi exemple de damnatio memoriae din antichitate se referă la stergerea prin cizelare a inscripțiilor în piatră sau la omiterea deliberată a anumitor informații din acestea.

### Mesopotamia antică
Potrivit lui Stefan Zawadzki⁠(d), cele mai vechi exemple cunoscute de astfel de practici provin din jurul anilor 2000-3000 î.Hr. El citează exemplul Lagash (un vechi oraș-stat fondat de sumerieni în sudul Mesopotamiei), unde inscripțiile păstrate referitoare la un conflict cu un alt oraș-stat, Umma, nu îl menționează pe conducătorul Umma, ci îl descriu drept „omul din Umma”, pe care Zawadzki îl vede ca un exemplu de degradare deliberată a conducătorului Ummei la rolul unei persoane nedemne al cărui nume și poziție în istorie conducătorii din Lagash nu au vrut să-l consemneze pentru posteritate.

### Egiptul antic
Egiptenii au avut și ei această practică, așa cum se vede în relicvele din mormântul faraonului Akhenaton și în alte părți. Închinarea lui limitată la unicul zeu Aton în loc de ceilalți zei comuni vremii a fost considerată eretică. În timpul domniei sale, Akhenaton însuși a încercat să elimine toate referințele la zeul Amon, pentru a opri venerarea acelui zeu. După domnia sa, templele lui Aton au fost demolate, iar pietrele au fost refolosite pentru a crea alte temple. Imaginilor lui Akhenaton li s-au ciobit fețele, iar imaginile și referințele la Amon au reapărut. Oamenii și-au pus nenorocirile pe seama trecerii lui Akhenaton la Atenism⁠(d), si abandonul zeilor pe care i-au slujit înaintea lui. 
O altă victimă egipteană a acestei practici a fost faraonul Ay. Campania de damnatio memoriae împotriva lui Akhenaton și a lui Ay a fost inițiată de succesorul celui din urmă, Horemheb, care a decis să ștergă din istorie toți faraonii asociați cu nepopulara perioadă Amarna; acest proces a fost continuat de succesorii lui Horemheb.

### Grecia antică
Practica era cunoscută în Grecia Antică.
Un alt exemplu de damnatio memoriae ca pedeapsă în Grecia Antică a fost cea aplicată de cei din Efes lui Herostratus după ce el a incendiat Templul lui Artemis, una dintre cele șapte minuni ale antichității. Infractorii erau șterși din istorie pentru crimele pe care le-au comis.

### Roma antică

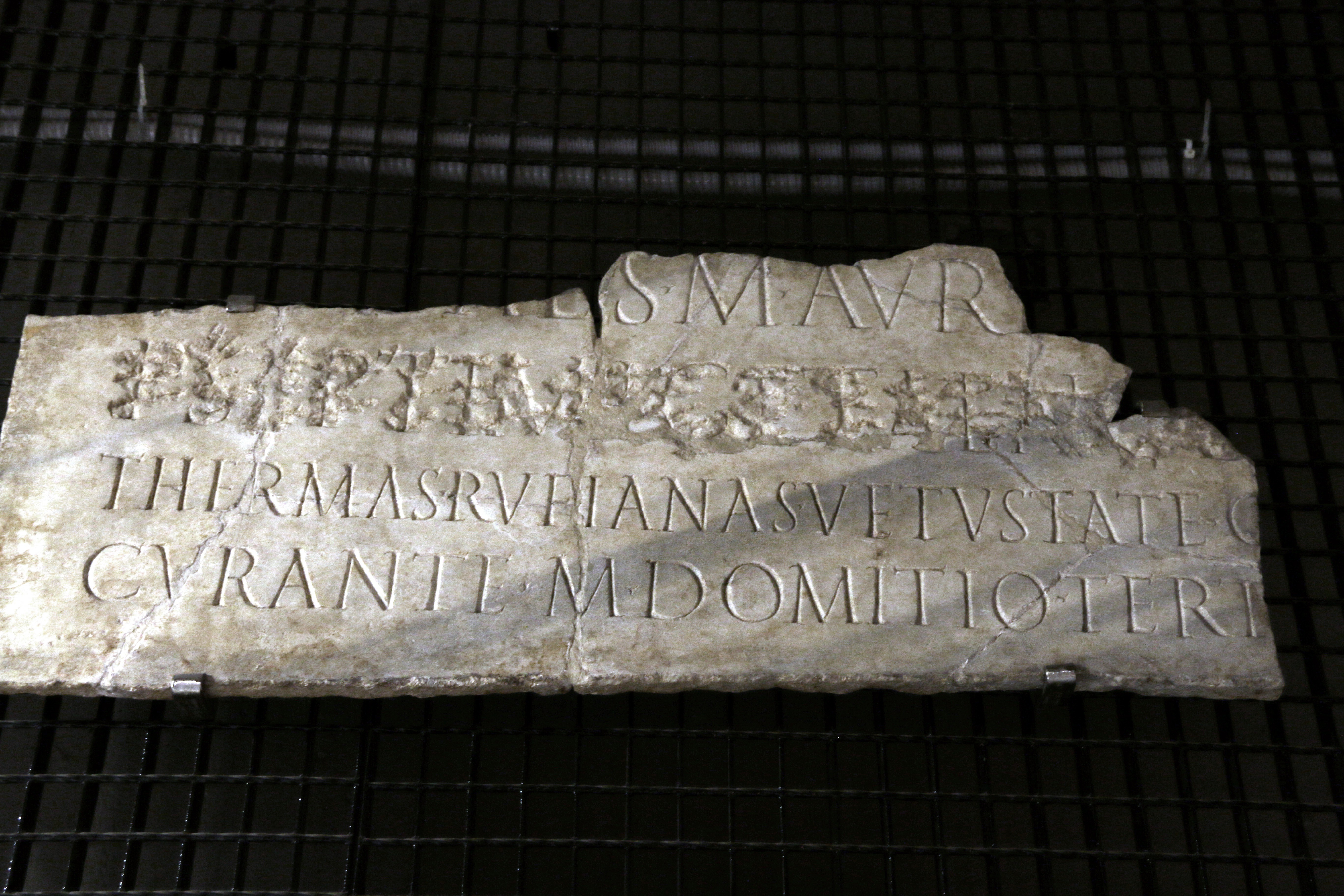
Mențiune ștearsă a lui Geta într-o inscripție după damnatio memoriae (Muzeul National de Arheologie din Cagliari)

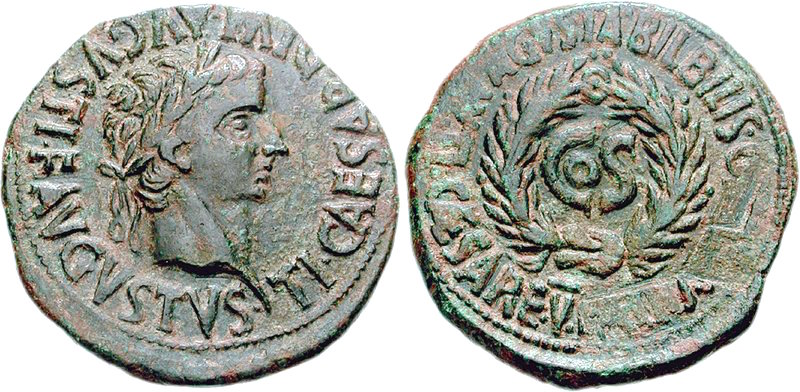
Lucius Aelius Sejanus a suferit damnatio memoriae în urma unei conspirații eșuate pentru a-l răsturna pe împăratul Tiberius în anul 31 d.Hr. Statuile sale au fost distruse, iar numele lui a fost șters din toate scrierile publice. Moneda de mai sus de la Augusta Bilbilis, bătută inițial pentru a marca consulatul lui Sejanus, are cuvintele L. Aelio Seiano șterse.

În societatea romană antică, „casa unui [cetățean] roman era percepută ca o extensie a sinelui, semnalând statutul social și genealogic (..) către lumea exterioară”. Tot astfel, așa cum domus-ul era văzut ca o prelungire a sinelui, memoria a fost considerată una dintre cele mai bune cai de a înțelege sinele. Într-o societate fără prea multă documentație scrisă, antrenarea memoriei era o parte importantă a educației romane. Oratorii, liderii și poeții deopotrivă au folosit dispozitive de antrenament a memoriei sau palate ale memoriei pentru a ajuta la discursuri sau pentru lungi poeme epice. În Istoria naturală, Pliniu scrie:
E dificil să decizi cine a fost cel mai remarcabil pentru excelența memoriei sale, acea binecuvântare atât de esențială pentru a te bucura de viață, fiind atât de mulți cei care au fost celebrați pentru asta. Regele Cir îi cunoștea pe nume pe toți ostașii armatei sale; L. Scipio numele fiecărui roman.
Palatele memoriei au oferit ajutor pentru amintirea anumitor idei cheie. Atribuind locații în casele lor pentru diferite idei, poeții și alții asemenea se puteau plimba prin casă, amintindu-și ideile cu fiecare pas. Antrenamentul memoriei implica adesea atribuirea de idei picturilor de pe pereți, mozaicurilor din podea și sculpturilor care împodobeau multe case romane antice. Pedeapsa damnatio memoriae presupunea modificarea camerelor și de multe ori distrugerea sau alterarea artei din casele lor, astfel încât casa să nu mai fie identificabilă ca locuință a făptuitorului. Aceasta, așadar, ar fi șters însăși existența făptuitorului.
În Roma antică, practica damnatio memoriae era condamnarea elitelor și împăraților romani după moartea lor. Dacă senatul sau un împărat ulterior dezavuau faptele unui individ, îi puteau sechestra proprietatea, șterge numele și remodela statuile. Deoarece există un stimulent economic pentru confiscarea proprietăților și refacerea statuilor, istoricii și arheologii au avut dificultăți în a determina când a avut loc o reală damnatio memoriae oficială: pare să fi fost destul de rar.
La această dificultate se adaugă și faptul că o damnatio memoriae complet reușită are ca rezultat – prin definiție – ștergerea deplină a subiectului din istorie. Cu toate acestea, în practica reală, este puțin probabil ca un astfel de succes complet să fi fost posibil, cu excepția cazurilor în care individul respectiv a avut o recunoastere contemporană limitată, deoarece chiar și eliminarea completă a existenței persoanei și a acțiunilor în înscrieri și altele asemenea ar continua să fie vizibilă din punct de vedere istoric fără o adopție extinsă.  Impracticabilitatea unei astfel de mușamalizări ar putea fi vastă – în cazul împăratului Geta, de exemplu, se pare că monedele purtând efigia lui au continuat să circule ani de zile după condamnarea sa, chiar dacă simpla mențiune a numelui său era pedepsită cu moartea.
Dificultăți în implementare au apărut și dacă nu a existat un acord deplin și durabil cu pedeapsa, cum s-a întâmplat atunci când a fost pusă în aplicare condamnarea de către senat a lui Nero - ducând la atacuri asupra multor statui ale sale - dar ulterior a fost eludată cu monumentala înmormântare care i s-a dat de către Vitellius. În consecință, puțin i-a împiedicat pe istorici să „reînvie” mai târziu memoria persoanei sancționate.
Sensul expresiei damnatio memoriae și al sancțiunii este de a îndepărta orice urmă a persoanei din existență, de parcă nu ar fi existat niciodată, pentru a păstra onoarea urbei. Într-un spațiu și timp care sublinia aspectul social, respectabilitatea și mândria de a fi un adevărat roman ca o cerință fundamentală a cetățeanului, probabil că era cea mai severă pedeapsă. 

## Evul Mediu

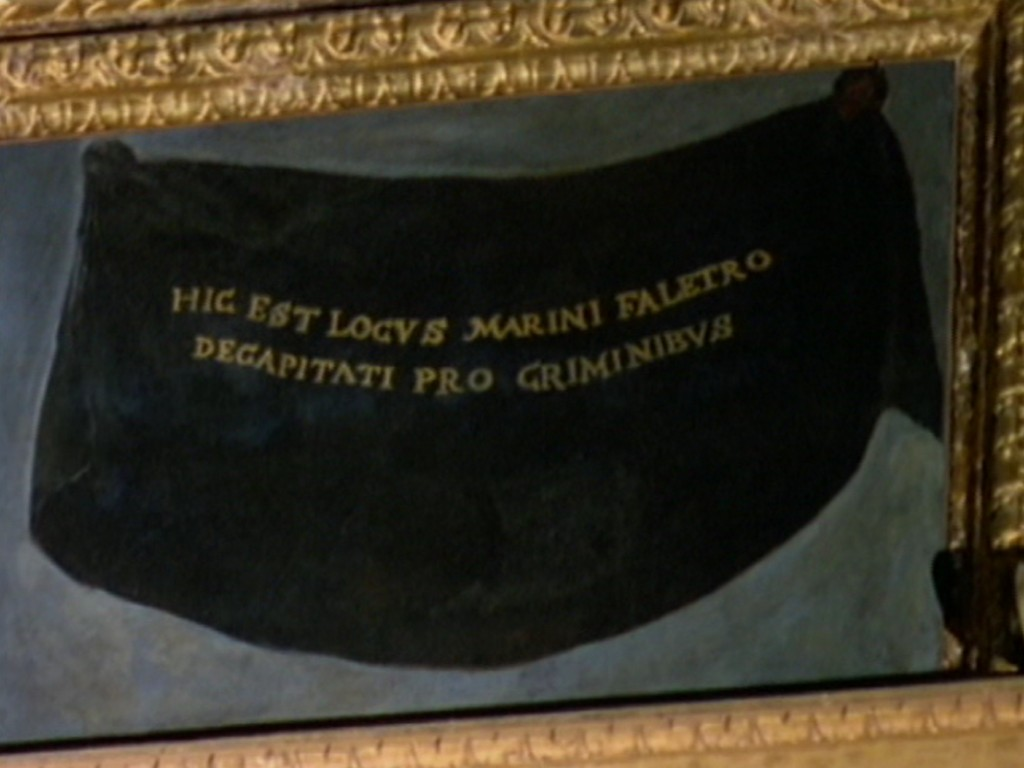
Portretul dogelui Veneției Marino Faliero a fost îndepărtat și pictat cu un giulgiu negru ca damnatio memoriae pentru tentativa sa de lovitură de stat. Giulgiul poartă expresia latină: „Acesta este spațiul pentru Marino Faliero, decapitat pentru crime”.

În Evul Mediu, ereziarhii puteau avea memoria condamnată. Consiliul de la Konstanz a decretat damnatio memoriae a lui John Wycliffe.
Practica de a înlocui credințele și simbolurile păgâne cu cele creștine și de a nu înregistra intenționat istoria păgână a fost și ea comparată cu damnatio memoriae.

## Utilizare modernă

### URSS și Europa de Est
În timp ce damnatio memoriae extrema nu se practică în vremurile moderne – numirea sau scrierea despre o persoană decăzută nu este supusă unei pedepse oficiale – astfel de fapte în timpurile moderne includ numeroase exemple din Uniunea Sovietică cum ar fi retușarea fotografiilor pentru a elimina astfel de persoane. Conducatorilor precum Leon Troțki, Nikolay Yezhov și chiar Stalin, Lavrentiy Beria și altora, după declinul imaginii, le-au fost eliminate articolele din Marea Enciclopedie Sovietică. După căderea comunismului în Europa de Est, multe statui comuniste, în special ale lui Lenin și Stalin, au fost îndepărtate din fostele state satelit ale lagarului sovietic. În urma unei decizii din 2015, Ucraina a demontat cu succes toate cele 1.320 de statui ale lui Lenin după independența sa și a redenumit drumurile și structurile numite sub ocupația sovietică.

### Statele Unite
În Statele Unite, monumentul pentru Bătălia de la Saratoga are un spațiu gol unde numele lui Benedict Arnold lipsește din lista generalilor învingători. Diverse alte monumente ale Războiului Revoluționar fie omit numele său, fie, în cazul West Point, listează în mod anonim doar rangul și data nașterii sale.
În 2021, Universitatea Rutgers a șters numele judecătorului de la Curtea Supremă Joseph P. Bradley⁠(d), un alumn din 1836,   de pe o clădire pe care universitatea o cumpărase în 1971.

### Polonia
Scriitorii polonezi din secolul al XIX-lea omiteau deseori doi regi din lista monarhilor polonezi, Bezprym și Wenceslaus al III-lea al Boemiei. Aceasta a făcut ca ei să fie trecuți cu vederea în multe lucrări ulterioare. 

### China
Ștergerea politicianului chinez Zhao Ziyang după căderea sa din grație și cenzura sa în cadrul Partidului Comunist Chinez este un alt caz modern de damnatio memoriae.

## Analiză
Termenul este folosit în lumea ideilor actuale pentru a indica un ansamblu de sancțiuni oficiale și neoficiale prin care urmele fizice și memoria unei persoane decedate sunt distruse.  
Examinand cazurile de damnatio memoriae din istoria modernă a Irlandei, Guy Beiner⁠(d) a susținut că vandalismul iconoclast face doar martiri din „dezonorați”, contribuind la comemorarea lor perpetua. Beiner continuă, observand că scopul damnatio memoriae - mai degrabă decât acela de a șterge oamenii din istorie - a fost să garanteze doar amintiri negative celor care au fost astfel dezonorați. Charles Hedrick propune așadar să se facă o distincție între damnatio memoriae (condamnarea unei persoane decedate) și abolitio memoriae (ștergerea efectivă a alteia din textele istorice).